# Джебел
Дже́бел (болг. Джебел) — місто, адміністративний центр общини Джебел, область Кирджалі, Болгарія.

## Населення
За даними перепису населення 2011 року в місті проживали 3093 особи.
Національний склад населення міста:
| Національність   | Кількість осіб | Відсоток |
| ---------------- | -------------- | -------- |
| турки            | 1828           | 69,1 %   |
| болгари          | 339            | 12,8 %   |
| не визначились   | 469            | 17,7 %   |
| Всього відповіли | 2644           |          |

Розподіл населення за віком у 2011 році:
Динаміка населення: